# Deadwing
Albums de Porcupine Tree
In Absentia
(2002) Fear of a Blank Planet
(2007)
Singles
1. Shallow
Sortie : janvier 2005
2. Lazarus
Sortie : mars 2005

Deadwing est le huitième album studio du groupe Porcupine Tree (Richard Barbieri, Colin Edwin, Gavin Harrison, Steven Wilson). Il est sorti le 24 mars 2005 sur le label Lava Records et a été produit par le groupe.
Cet album inclut des collaborations avec Adrian Belew (King Crimson) (qui joue des solos de guitare sur les pistes 1 et 4), et Mikael Åkerfeldt (Opeth) (qui ajoute des harmonies vocales sur les pistes 1, 3 et 5, ainsi que la seconde guitare solo sur la piste 5).

## Musique
L'album est un des plus sombres de Porcupine Tree. Il poursuit la voie metal progressif que In Absentia avait laissé présager. Des titres comme Shallow versent dans un style metal, qui est le style prédominant de l'album. Cependant certaines pièces échappent à cette orientation stylistique, comme Lazarus. Quant à Arriving Somewhere But Not Here, il alterne les deux : couplets et interludes atmosphériques, mais break très métal proche de Dream Theater au milieu. Ce dernier titre est d'ailleurs considéré comme un des meilleurs du groupe, tout comme Lazarus. [réf. nécessaire]

## Liste des pistes
Édition européenne (édition originale)
| No | Titre                            | Auteur                                                | Durée |
| -- | -------------------------------- | ----------------------------------------------------- | ----- |
| 1. | Deadwing                         | Steven Wilson                                         | 9:46  |
| 2. | Shallow                          | Wilson                                                | 4:17  |
| 3. | Lazarus                          | Wilson                                                | 4:18  |
| 4. | Halo                             | Wilson, Richard Barbieri, Colin Edwin, Gavin Harrison | 4:38  |
| 5. | Arriving Somewhere but Not Here  | Wilson                                                | 12:02 |
| 6. | Mellotron Scratch                | Wilson                                                | 6:57  |
| 7. | Open Car                         | Wilson                                                | 3:46  |
| 8. | The Start of Something Beautiful | Wilson, Harrison                                      | 7:39  |
| 9. | Glass Arm Shattering             | Wilson, Barbieri, Edwin, Harrison                     | 6:17  |

Édition américaine
1. "Deadwing" – 9:46
2. "Shallow" – 4:17
3. "Lazarus" – 4:18
4. "Halo" (Wilson/Barbieri/Edwin/Harrison) – 4:38
5. "Arriving Somewhere but Not Here" – 12:02
6. "Mellotron Scratch" – 6:59
7. "Open Car" – 3:46
8. "The Start of Something Beautiful" (Wilson/Harrison) – 7:39
9. "Glass Arm Shattering" (Wilson/Barbieri/Edwin/Harrison) – 11:12
  - (Final 5 minutes consist of silence)
10. "Shesmovedon (2004)" – 4:59

Édition DVD-A
1. "Deadwing" – 9:46
2. "Shallow" – 4:17
3. "Lazarus" – 4:18
4. "Halo" (Wilson/Barbieri/Edwin/Harrison) – 4:38
5. "Arriving Somewhere but Not Here" – 12:02
6. "Mellotron Scratch" – 6:57
7. "Open Car" – 3:46
8. "The Start of Something Beautiful" (Wilson/Harrison) – 7:39
9. "Glass Arm Shattering" (Wilson/Barbieri/Edwin/Harrison) – 6:12
10. "Revenant" (Barbieri) – 3:04
11. "Mother & Child Divided" (Wilson/Harrison) – 4:59
12. "Half-Light" – 6:20
13. "Shesmovedon (2004)" - 4:59 (easter egg track)

Édition double LP;
- Face 1

1. "Deadwing" – 9:46
2. "Shallow" – 4:17
3. "Lazarus" – 4:18

- Face 2

1. "Halo" (Wilson/Barbieri/Edwin/Harrison) – 4:38
2. "Arriving Somewhere but Not Here" – 12:02

- Face 3

1. "Mellotron Scratch" – 6:57
2. "Open Car" – 3:46
3. "The Start of Something Beautiful" (Wilson/Harrison) – 7:39

Face 4
1. "Glass Arm Shattering" (Wilson/Barbieri/Edwin/Harrison) – 6:12
2. "So Called Friend" (Wilson/Barbieri/Edwin/Harrison) – 4:49
3. "Half-Light" – 6:20

## Historique des sorties
| Région     | Date          |
| ---------- | ------------- |
| Europe     | 24 mars 2005  |
| États-unis | 26 avril 2005 |
| Japon      | 24 mars 2006  |

## Musiciens
Porcupine Tree
- Steven Wilson - chant, guitares, piano, claviers, basse sur les titres 1,3,5 (section du milieu), 7
- Richard Barbieri - claviers
- Colin Edwin - basse
- Gavin Harrison - batterie et percussions

Musiciens invités
- Mikael Åkerfeldt (Opeth) - chœurs sur les titres 1, 3 & 5; second solo de guitare sur le titre 5
- Adrian Belew (King Crimson) - guitare solo sur les titres 1 & 4

## Production
- Produit par Steven Wilson, Richard Barbieri & Gavin Harrison
- Enregistré par Paul Northfield & George Schilling
- Mixé par Steven Wilson
- Masterisé par Andy VanDette

## Charts

### Album
| Pays                         | Durée du classement | Meilleur classement | Date          |
| ---------------------------- | ------------------- | ------------------- | ------------- |
| Allemagne                    | 2 semaines          | 52e                 | 11 avril 2005 |
| États-Unis                   | 1 semaine           | 132e                | 14 mai 2005   |
| Finlande                     | 2 semaines          | 47e                 | 13 mars 2005  |
| France                       | 2 semaines          | 100 e               | 2 avril 2005  |
| Italie                       | 2 semaines          | 54e                 | 31 mars 2005  |
| Pays-Bas                     | 2 semaines          | 56e                 | 2 avril 2005  |
| Royaume-Uni                  | 1 semaine           | 97e                 | 8 mars 2018   |
| Royaume-Uni (Rock and Metal) | 1 semaine           | 1er                 | 2 mars 2018   |
| Suède                        | 1 semaine           | 26e                 | 7 avril 2005  |

### single
| Single  | Chart          | Durée du classement | Position | Date         |
| ------- | -------------- | ------------------- | -------- | ------------ |
| Lazarus | Single Top 100 | 1 semaine           | 91e      | 28 mars 2005 |